# Glaskoch

Historisches Logo

glaskoch B. Koch jr. GmbH & Co. KG ist ein Unternehmen mit Sitz in Bad Driburg-Herste. Es vertreibt Artikel unter den beiden Marken Leonardo (Eigenschreibweise LEONARDO) und Montana (Eigenschreibweise montana:).

## Geschichte
Mitte des 19. Jahrhunderts gründete Benedikt Koch das Unternehmen Glaskoch in Bad Driburg.
1972 entstand der auf Leonardo da Vinci Bezug nehmende Markenname Leonardo. 1973 wurde die Marke Montana für Großflächen mit Selbstbedienung eingeführt.
2005 erfolgte die Markteinführung der jewels by Leonardo, 2007 die Eröffnung des Leonardo glass cube von glaskoch und im Oktober desselben Jahres wurde der Leonardo eShop in Betrieb genommen. Die Markteinführung von Leonardo living, einer Möbelkollektion, geschah 2009.

## Produkte
Das Sortiment umfasst u. a. Vasen, Schalen, Trink- und Weingläser, Wind- und Tischlichter und andere Tableware.
Weitere Produkte sind die Schmuck-Kollektion jewels by Leonardo und die Möbelserie Leonardo living.

## Rahmendaten
Daten laut Firmen-Website, Stand Juli 2016:
- 296 Mitarbeiter
- 1500 Artikel im permanenten Sortiment, 800 Produktneuheiten jährlich
- Markenbekanntheit in Deutschland: 78 Prozent
- 7 eigene Leonardo Stores, 2 Franchisenehmer
- Vertrieb in 83 Länder, 1373 Shop-in-Shop-Flächen weltweit
- über 4590 Verkaufsstellen in Deutschland, über 7650 Verkaufsstellen weltweit

Daten aus dem Jahr 2013: 450 Mitarbeiter. 6 Leonardo-Filialen und 14 Franchisenehmer. 2500 Verkaufsstellen in Deutschland, 4000 Verkaufsstellen weltweit.
2004 betrug der Umsatz rund 100 Mio. Euro. Im Jahr 2009 lag der Umsatz ebenfalls bei 100 Mio. Euro.